# Acanthocephalus curtus
Acanthocephalus curtus är en hakmaskart som först beskrevs av Achenrov, et al 1941.  Acanthocephalus curtus ingår i släktet Acanthocephalus och familjen Echinorhynchidae. Inga underarter finns listade i Catalogue of Life.